# Miary Taheza
Miary Taheza est une commune rurale malgache située dans la partie centre de la région d'Atsimo-Andrefana.